# Willits (Kalifornija)
Willits je grad u američkoj saveznoj državi Kalifornija. Prema popisu stanovništva iz 2010. u njemu je živjelo 4.888 stanovnika.